# OpenNIC

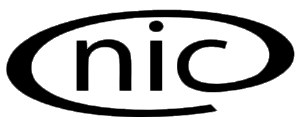
Logo oficial

OpenNIC es un proyecto de DNS raíz y de registro de nombres de dominio (NIC) de carácter público y gratuito que es una alternativa a las DNS de la ICANN.
Proporciona una lista completa de DNS que permiten nuevos TLDs además de soportar los DNS que suministra la ICANN. Mientras que otros proyectos anteriores como AlterNIC aparecieron como alternativa frente al monopolio de InterNIC (que controlaba los DNS antes de que se creara la ICANN, en 1998), OpenNIC se plantea como la alternativa de la ICANN.
OpenNIC es mantenida y administrada por los usuarios siendo independiente de los Estados, y reemplazando los registros tradicionales de  dominios de nivel superior.

## Propósito de los DNS
Este es un sistema de nombramiento jerárquico para asociar las direcciones de los dominios con sus nombres. Su función más importante es la de traducir (resolver) nombres inteligibles para los humanos en identificadores binarios asociados con los equipos conectados a la red, con el propósito de poder localizar y direccionar estos equipos mundialmente, independientemente de la localización física de estos. Actualmente la ICANN es el único ente que administra los números IP y los TLD de manera oficial. 
AlterNIC fue creada en 1995 en respuesta a la aplicación por parte de la empresa privada NSI de cargos anuales a los registros de dominios, que hasta entonces habían sido gratuitos y como forma de luchar contra el monopolio que se instauró y que sigue existiendo en 2021.

## Historia
OpenNIC nace de la discusión de un artículo en la web kuro5hin.org el 1 de junio de 2000 por la necesidad de un Sistema de Nombre de Dominios o Domain Name System (DNS) gobernado democráticamente.
A finales de junio de ese mismo año los servidores DNS raíz de OpenNIC root estaban ya operando y algunos TLDs habían sido añadidos, además de añadir interconexión con el espacio de nombres de AlterNIC.
En marzo de 2001 se agregó interconexión con Pacific Root (otro DNS raíz) y en septiembre se anunció un buscador para el espacio de nombres de OpenNIC.
En mayo de 2005 se produjo una caída que produjo que no se pudiera acceder a ninguno de los servidores de OpenNIC ni a su página web. A consecuencia de ello se produjo un debate dentro de OpenNIC sobre la mejor solución para añadir redundancia en todos los aspectos de OpenNIC y así prevenir futuros problemas.
En la actualidad OpenNIC, ha mejorado la escalabilidad gracias a voluntarios que montan servidores de DNS funcionando a 24/7 con su respectivo ancho de banda, haciendo de esta forma una réplica del servicio y dando mayor disponibilidad con una respuesta más rápida a las peticiones de DNS. Esto evita, en la medida de lo posible, que se produzcan nuevas caídas. 

## Características y uso
Los usuarios de los servidores DNS de OpenNIC, pueden resolver nombres de dominios en el DNS de la ICANN y en el espacio operado por OpenNIC, como también DNS raíz con los que OpenNIC tenga acuerdos (como con AlterNIC antiguamente, puesto dejó de existir).
Como muchos DNS raíz alternativos, los dominios registrados a través de OpenNIC no pueden accederse desde la gran mayoría de máquinas conectadas a Internet. Solamente añadiendo la lista de DNS de OpenNIC a la lista de DNS que tiene que usar la máquina se podrá acceder a los sitios web que utilizan los servicios de OpenNIC (aunque algunos ISP lo soportan ya de manera nativa, siendo este paso innecesario).
Añadiendo los DNS de OpenNIC, se añade soporte para las páginas alojadas en sus TLD sin perder en ningún momento compatibilidad con las direcciones que proporciona la ICANN, lo que hace que configurar las DNS de OpenNIC no tenga ninguna repercusión en la normal navegación en Internet de cualquier usuario.
Aunque el registro de nuevos dominios sea gratuito e incluso se puedan utilizar TLDs personalizados (sujetos a las políticas de OpenNIC) la incapacidad para acceder a esos dominios sin una reconfiguración previa hace que la extensión de su uso sea reducida. 
Para que los usuarios que no pueden modificar la configuración de su ordenador puedan acceder, OpenNIC también proporciona un proxy web.
Sin embargo, debido a la alarma creada por los cierres de EE. UU. a webs de todo el mundo se ha puesto de manifiesto la necesidad de un sistema de DNS descentralizado (aunque esa necesidad ya se había percibido desde hace bastante tiempo tal y como atestigua la existencia de numerosos DNS raíz alternativos.
Actualmente el Proyecto OpenNIC es usado por ISP francesas y algunas otras alrededor del mundo. Existe la posibilidad de que OpenNIC se pueda unificar con UnifiedRoot, Dot-Bit y Dot42. Se espera que prontamente ingrese DotP2P (en desarrollo), para así ser parte de los actuales TLD de OpenNIC.
Sin embargo, ya no cuenta con los acuerdos de interconexión entre los DNS raíz de AlterNIC (desaparecido en 1997) ni de Pacific Root (que se cree que desapareció a finales del 2004).

### TLD de OpenNIC
OpenNIC viene a suplir los nombres de dominios como una alternativa a la ICANN, ofreciendo registro gratuito para los siguientes dominios de nivel superior:
.bbs
Dirigido hacia sistemas de tablón de anuncios y sitios web relacionados (al estilo Telnet), véase BBS.
.chan
Dirigido a tablones de imágenes, shitpost y sitios web relacionados.
.ing
Dirigido hacia webs de diversión.
.indy
Noticias, entretenimiento y multimedia de carácter independiente.
.fur
Sitios con contenidos furry.
.geek
Para uso de sitios con contenido geek o dirigidas a un público geek.
.gopher
Para sitios que utilizan el protocolo gopher.
.micro
Para microdonaciones y sus entidades. Es reciente y por lo tanto no se usa ampliamente
.null
Sitios web personales.
.oss
Páginas web dedicadas a proyectos de Software Libre/Open Source (OSS)
.dyn
Es utilizado para IP dinámicas.
.parody
Su uso se promovió para trabajos no comerciales (parodia). Teniendo un TLD designado para que se registren sitios de parodia elimina la posibilidad de que se produzcan reclamaciones contra una página web por infringimiento de alguna marca registrada. En la actualidad no se utiliza debido a su falta de uso.
.glue
Es usado internamente por el proyecto OpenNIC para sus servicios.
Las definiciones dadas son históricas. En algunos casos, están bajo revisión. Están planeados más TLDs diferentes. Además, se puede solicitar, a través de la política de creación nuevas dominios de nivel superior.
.neo
Subcultura emo con influencias de tecnologías, música y otras formas de multimedia.
.pirate
Creado como reacción contra la censura en Internet.
.oz
Relacionado con contenido australiano, sin la necesidad de los requerimientos de residencia de .au.

### No vigentes
.mud
Para usuarios del Multi-user Dungeon, (abreviado MUD). Actualmente se encuentra en desuso.
.bzh
.bzh fue creado para la comunidad bretona (lengua y su cultura), actualmente se encuentra en desuso.
.free
Cumplía el mismo propósito de .libre, y fue reemplazado por este.
Cada TLD cuenta con su propia página "opennic.TLD" con información administrativa y para registrarse.

## Pareamiento
Las nuevas zonas (New-Nations) y sus respectivos nombres de servidores fueron agregados a las zonas raíz de OpenNIC (enlace roto disponible en Internet Archive; véase el historial, la primera versión y la última). el 12 de abril de 2010, proveyendo los siguientes nuevos TLDs:
Vigentes
.ku, .te, .ti, .uu
No vigentes
.ko, .rm
Se espera que Dot42 en un futuro no muy lejano también sea integrado. Adicionalmente se creó un TLD a partir de Bitcoin llamado DotBit, el cual funciona de una manera muy similar al concepto del difunto DotP2P el cual también sería integrado bajo OpenNIC.